# Bonneil
Bonneil je francouzská obec v departementu Aisne v regionu Hauts-de-France. V roce 2012 zde žilo 390 obyvatel.

## Sousední obce
Azy-sur-Marne, Essômes-sur-Marne, Charly-sur-Marne, Romeny-sur-Marne

## Vývoj počtu obyvatel
Počet obyvatel 